# Carlos María Javier de la Torre
Carlos María Javier de la Torre y Nieto (Quito, 14 de noviembre de 1873 - Quito, 31 de julio de 1968) fue un profesor, 
arzobispo, ecuatoriano de la Iglesia católica. 
Fue en la Historia del Ecuador, el primer ecuatoriano en ser admitido en el Colegio Cardenalicio.     

## Biografía

### Primeros años y formación
Nació en Quito Ecuador, el 14 de noviembre de 1873. Fue hijo del Sr. Mario de la Torre y de la Sra. María Nieto y León.
Realizó sus estudios primarios en la escuela de El Cebollar, de los Hermanos Cristianos, donde tuvo como maestro al santo Hermano Miguel, y la secundaria en el Colegio San Gabriel, de los jesuitas, donde en 1891 se graduó de Bachiller en Humanidades. 
Posteriormente entró al Seminario Conciliar de Quito, y a los pocos meses, el arzobispo Ordóñez lo envió a Roma para que continúe sus estudios en el Colegio Pío Latinoamericano.
Luego de varios años de profundos estudios, y después de haber obtenido el título de Doctor en Filosofía y Teología Dogmática, fue considerado como el mejor estudiante frente a 500 compañeros de todo el mundo.

### Sacerdocio
Volvió entonces al Ecuador para iniciar de inmediato un abnegado apostolado al servicio de Dios y de la Patria.
Fue ordenado sacerdote el 19 de diciembre de 1896, se desempeñó como profesor de teología dogmática en el Seminario, donde había sido estudiante. 
Fue capellán de algunas comunidades religiosas. 
Subsecretario del Gobierno Eclesiástico. 
Capellán del Carmen Alto.
Promotor Fiscal del Obispado. 
Capellán del Hospital San Juan de Dios.
Promotor Fiscal de Guayaquil.
Prosecretario del Arzobispado y Director del Boletín Eclesiástico.
En 1904 volvió a Roma para estudiar Derecho Canónico y obtener el título de Doctor en dicha materia, y dos años más tarde retornó al Ecuador para iniciar su actividad pastoral como cura vicario de Machachi y Pelileo. 
En 1905 ganó por concurso la canonjía de la Catedral de Quito.
En 1910 fue confesor de las conceptas y Provicario General de la diócesis.

## Episcopado

### Obispo de Loja
El 30 de diciembre de 1911, el papa Pío X lo nombró Obispo de Loja
Cargo que desempeñó con ejemplar dedicación hasta el 21 de agosto de 1919. 
Inició una de las carreras episcopales más largas y brillantes de la historia eclesiástica. 
Tenía treinta y ocho años, una sólida formación intelectual y no corta experiencia en asuntos eclesiales.
A pesar de su nombramiento inusualmente juvenil como un obispo, que tomó mucho tiempo para él para avanzar más allá. 

### Obispo de Bolívar
El 21 de agosto de 1919, el papa Benedicto XV lo nombró Obispo de Bolívar.
Cargo que desempeñó hasta el 20 de diciembre de 1926. 

### Obispo de Guayaquil
El 20 de diciembre de 1926, el papa Pio XI lo nombró Obispo de Guayaquil. 
En 1928, el Seminario Menor de Santa Teresita y desarrolló una intensa actividad para impulsar los trabajos de la construcción de la Catedral.
Este cargo lo tuvo hasta el 8 de septiembre de 1933.

### Arzobispo de Quito

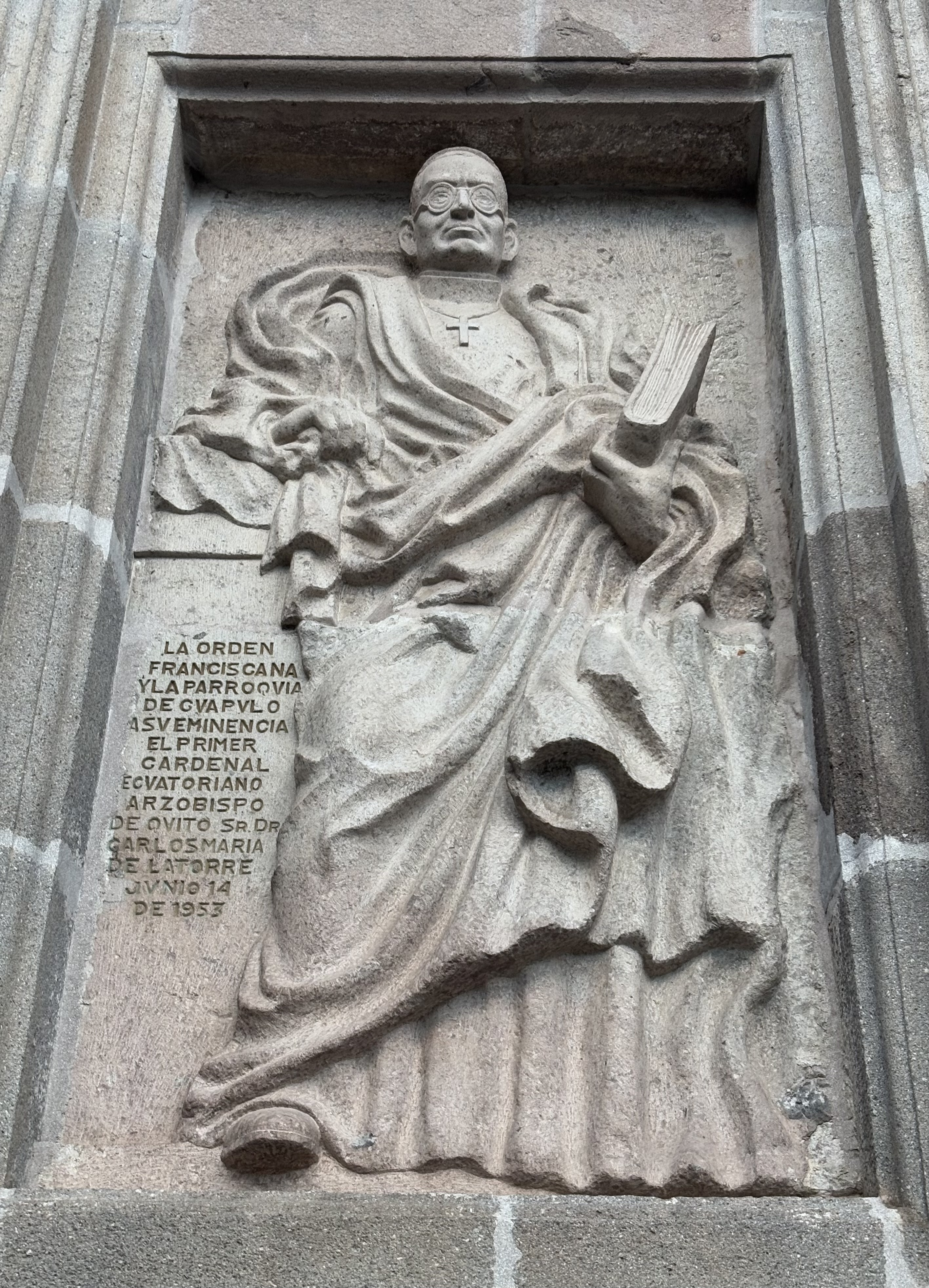
Escultura conmemorativa en la fachada de la Iglesia de Guápulo

El 8 de septiembre de 1933, el papa Pio XI lo nombró Arzobispo de Quito, a la edad de 58 años.
Su capacidad fue reconocido finalmente después de la Segunda Guerra Mundial por el Papa Pío XII en 1946 cuando se convirtió en Asistente en el trono pontificio.
Su largo período de servicio a la Iglesia fue reconocida aunque su elevación al cardenalato en el avanzada edad de setenta y ocho, en enero de 1953 (cuando ya había sido obispo durante 40 años). 
También fue condecorado por el Gobierno español con la Cruz de Alfonso X el Sabio, al mismo tiempo y en los siguientes años se comenzó a abordar la cuestión de la extrema desigualdad social en América Latina y el problema de las incursiones evangélicas que surgieron en América Latina.
Cardenal de la Torre participó en el cónclave de 1958, pero sus esfuerzos para mejorar la desigualdad social en América Latina fueron rápidamente derrotado por su edad muy avanzada. 
En 1962, su salud era tan pobre que no podía, a los ochenta y nueve, ni asistir a ninguna de las sesiones del Concilio Vaticano II, ni el cónclave de 1963. 
Fue el primer cardenal no asistir a un cónclave por razones de salud desde que José María Martín de Herrera y de la Iglesia y Giuseppe Prisco, en 1922.
Ordenó la apertura de la causa de beatificación y canonización de Gabriel García Moreno, Presidente de Ecuador durante el siglo XIX. 
También ordenó la apertura de la causa de canonización del arzobispo mártir José Ignacio Checa y Barba a petición de su obispo auxiliar Juan Larrea Holguín, lamentablemente esta causa se encuentra detenida por inactividad de la autoridad eclesiástica de Quito.

## Fallecimiento

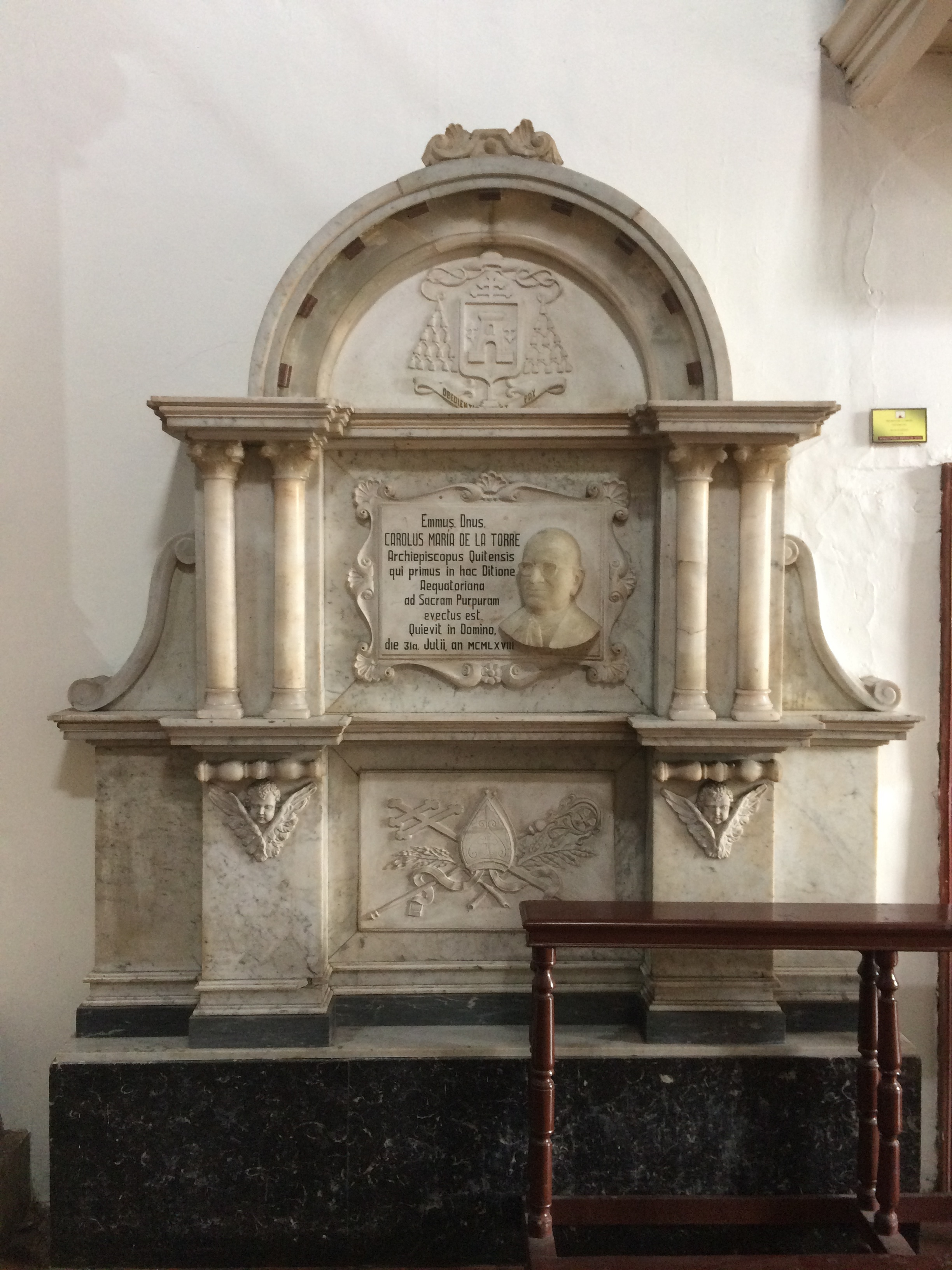
Cenotafio de Carlos María de la Torre, Catedral Metropolitana de Quito.

Cardenal de la Torre falleció en 1968 a la edad de 94 años y fue enterrado en la cripta del Monasterio de La Inmaculada Concepción en el centro de Quito, donde reposan hasta ahora sus restos mortales.

### Legado
Una de sus principales contribuciones a la educación ecuatoriana fue la fundación de la Pontificia Universidad Católica del Ecuador.